# Marchin
Marchin (en való Mårcin) és un municipi belga de la província de Lieja a la regió valona. Està vorejada pel riu Hoyoux, que conflueix amb el Mosa a Huy. Comprèn les seccions de Marchin i Vyle-et-Tharoul.

## Galeria d'imatges

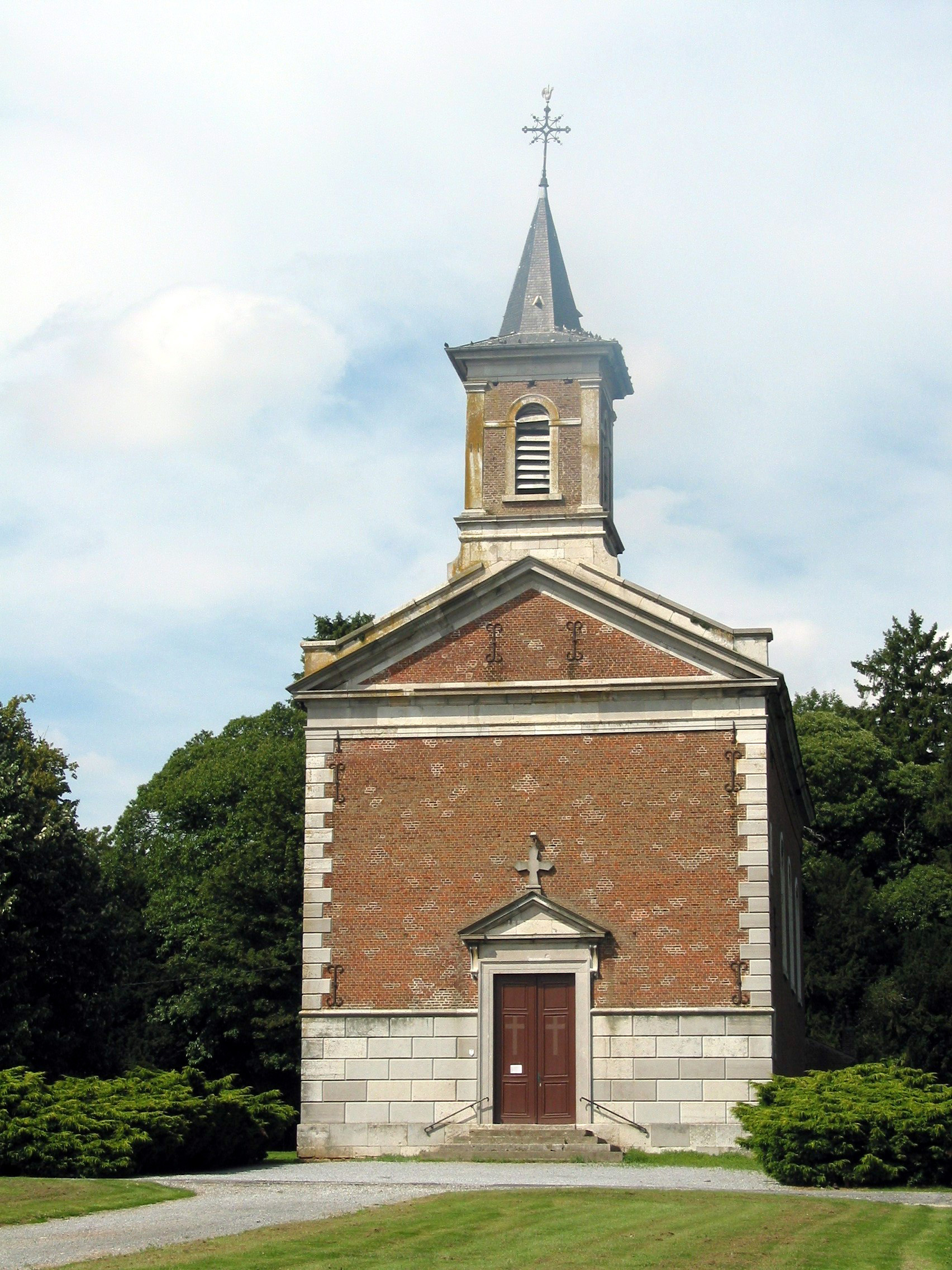
Església St Hubert de Belle-Maison
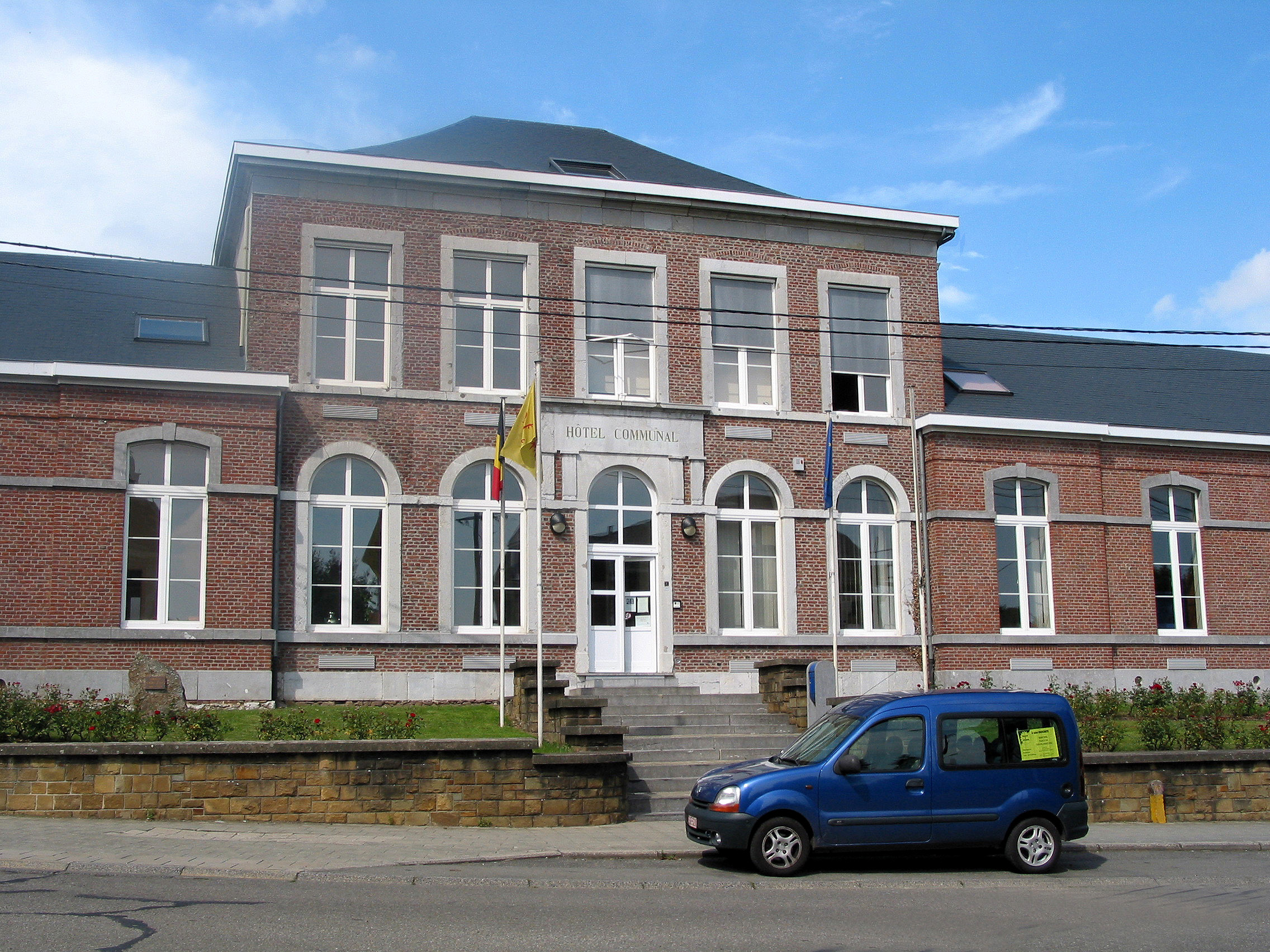
Ajuntament
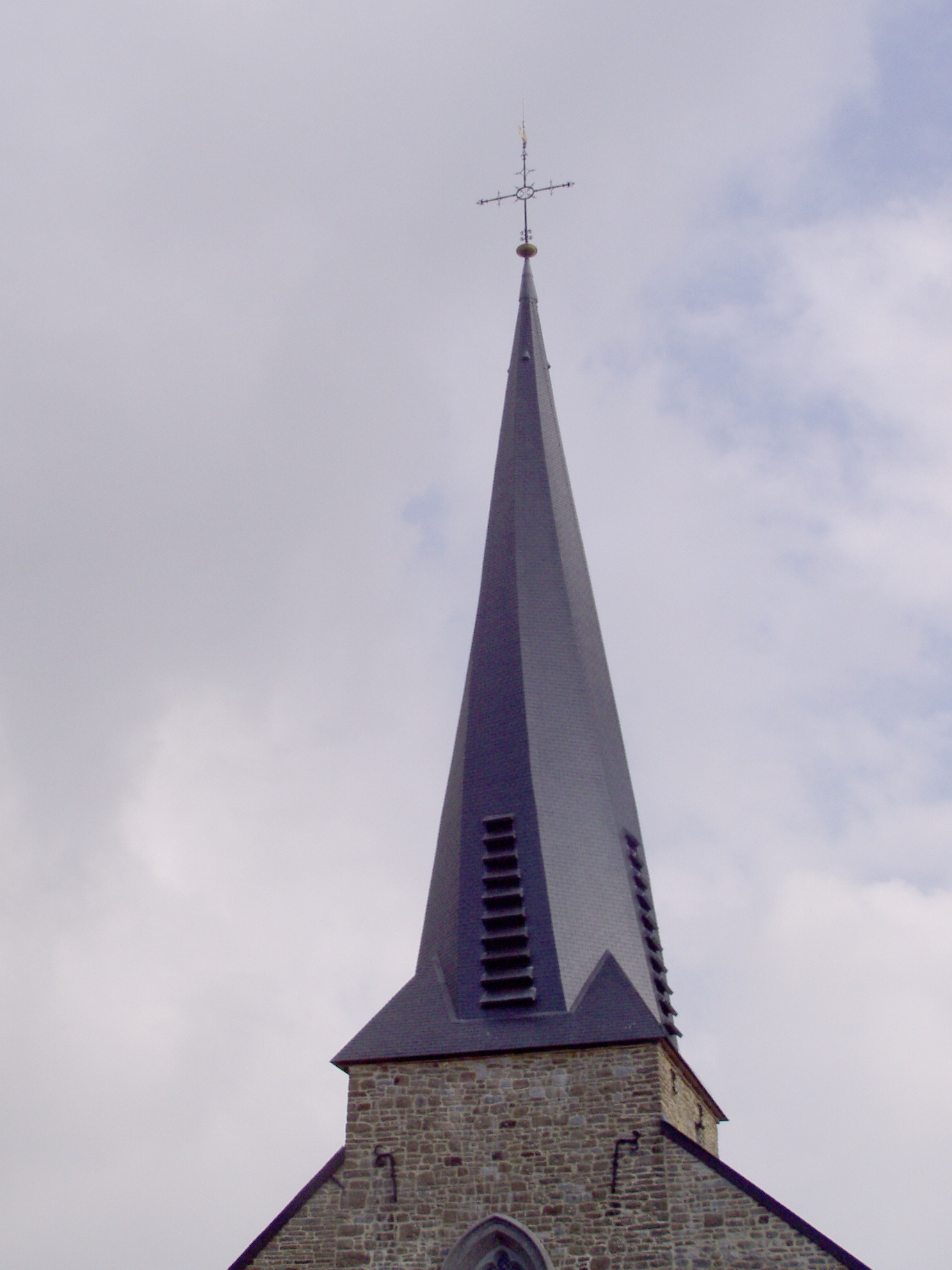
Campanar de l'església de Grand-Marchin
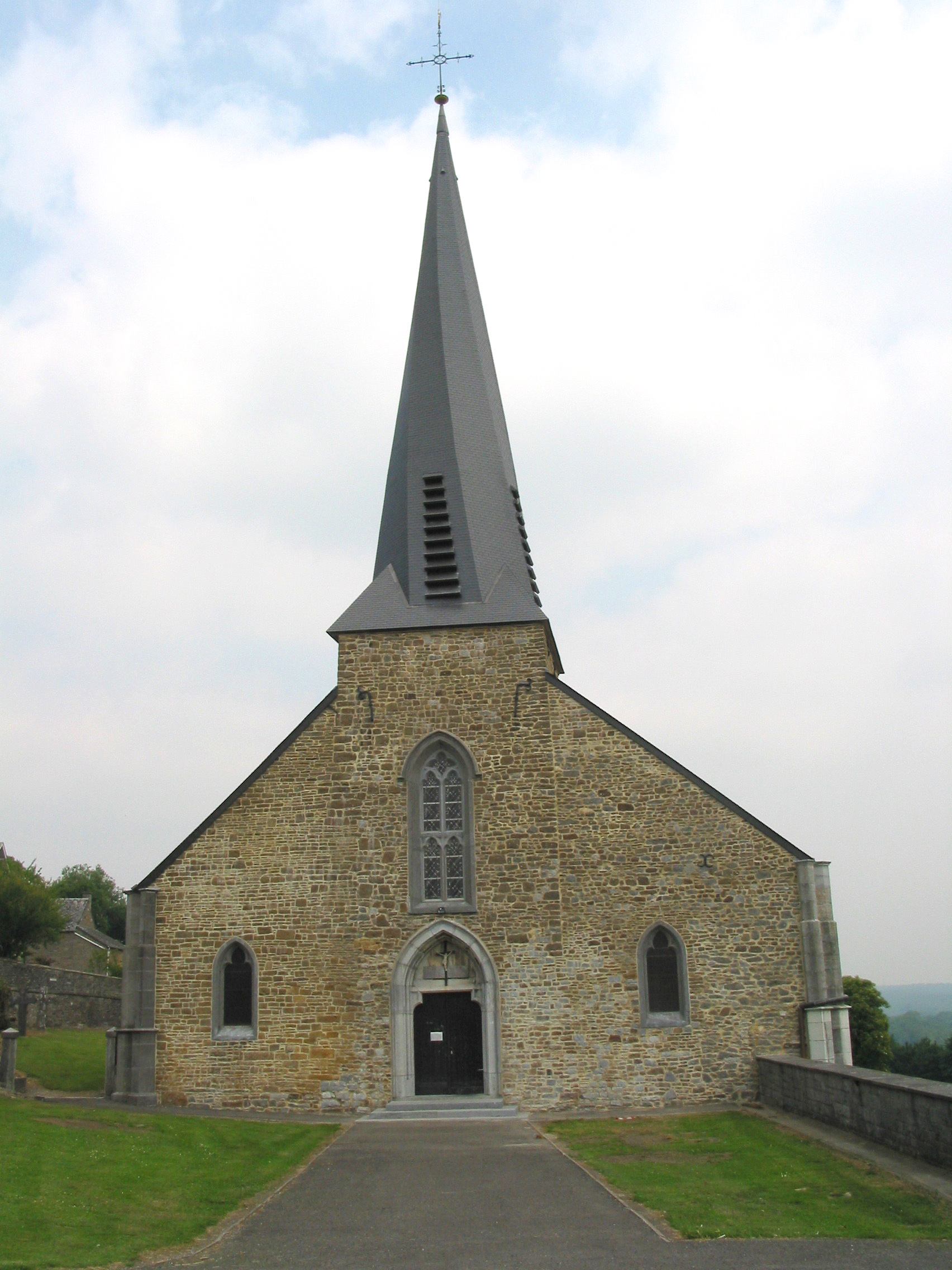
L'església de Notre-Dame de Grand-Marchin

## Agermanaments
- Senones
- Vico del Gargano (Pulla)
- Vernio (Toscana)